# Marilena Marin
Marilena Marin (Conegliano, 24 luglio 1947) è un'ex politica italiana, esponente della Lega Nord e già europarlamentare.

## Biografia
Tra i creatori della Liga Veneta, organizzatrice del Congresso di Recoaro del 1979, partecipa alla sottoscrizione dell'atto notarile del 1980 (generalmente indicato come fondazione, mentre, tra l'altro, la Liga aveva già partecipato alle prime elezioni europee, nel 1979); è segretario della Liga dal Congresso del 1983 fino al 1984 subentrando ad Achille Tramarin (segretario dal 1980 al 1983). Lascia la segreteria nel 1984, e al suo posto viene eletto Franco Rocchetta.
Torna alla segreteria della Liga Veneta col Congresso del 1985, e mantiene tale carica fino al 1991.
Nel 1989 è - a Bergamo - tra i fondatori della Lega Nord, della quale viene eletta presidente federale.
Lascia entrambi gli incarichi nel 1991, mentre aumentano i contrasti con il segretario federale Umberto Bossi stante le diverse visioni dei due leader circa la trasparenza e la collegialità. 
Viene eletta al Parlamento europeo alle elezioni del 1994 per la lista della Lega Nord.
È stata membro della Commissione per la cultura, la gioventù, l'istruzione e i mezzi di informazione; della Delegazione per le relazioni con la Bulgaria e la Romania; della Commissione per gli affari esteri, la sicurezza e la politica di difesa e della Delegazione per le relazioni con Kazakistan, Kirghizistan, Uzbekistan, Tagikistan, Turkmenistan e Mongolia. Ha aderito al  Gruppo del Partito Europeo dei Liberali, Democratici e Riformatori, passando poi a Forza Europa e a Unione per l'Europa.